# Jean-Pierre Sarrazac
Né en 1946, Jean-Pierre Sarrazac est homme de théâtre (auteur dramatique, metteur en scène, formateur de comédiens) et universitaire. 

## Biographie
Fondateur en 1995 du « Groupe de recherche sur la poétique du drame moderne et contemporain » qu’il anime jusqu’en 2010 avec Jean-Pierre Ryngaert au sein de l’Institut d’études théâtrales de Paris 3, Jean-Pierre Sarrazac dirige de nombreuses publications collectives auxquelles les différents membres du Groupe sont invités à collaborer, que cela prenne la forme de colloques ou d’ouvrages conçus pour l’édition, tels que le livre d’hommage à Bernard Dort ou bien encore le Lexique du drame moderne et contemporain.
Fondant sa pratique sur la réflexion qu'il n'a cessé de mener à propos de la crise du drame moderne et contemporain, se référant à des auteurs choisis (Strindberg, Brecht, Beckett, Koltès...), Sarrazac poursuit une recherche nourrie à l'origine par l'influence féconde de Bernard Dort. Il a apporté à la théâtrologie contemporaine quelques concepts originaux : les notions de rhapsodie et de drame-de-la-vie,  une nouvelle approche de l'art du détour, une redéfinition "lumineuse" de la parabole. 

## L'auteur dramatique
- 1976 : Lazare lui aussi rêvait d'Eldorado (création Thierry Bosc, Le Palace, 23/01/1976)

Paris, Pierre Jean Oswald, L’Harmattan, coll. « Théâtre en France », 1976
- 1978 : Monologue

in Travail Théâtral, n°XXXII-XXXIII, automne-hiver 1979, p. 187-188
- 1985 : L'Enfant-roi (mise en espace Jean-Louis Hourdin, Théâtre ouvert, Le Jardin d’hiver, 1984

Paris, Edilig, coll. « Théâtrales », 1985 
- 1985 : Le Mariage des morts (création Jacques Lassalle, Théâtre de la Ville, 14/11/1986)

Paris, Edilig, coll. « Théâtrales », 1985
- 1989 : Les Inséparables (création Guy Touraille, La Rose des vents, Villeneuve d’Ascq, 1995)

Paris, Edilig, coll. « Théâtrales », 1989
- 1989 : La Passion du jardinier (création Pierre-Etienne Heymann, Maison des Arts de Créteil, 1989.  Parmi les nombreuses mises en scène,  notons celle d’Olivier Perrier, Théâtre des Fédérés Montluçon, 2002)

Paris, Edilig, coll. « Théâtrales », 1989
- 1993 : Est-ce déjà le soir, esquisse pour un chœur européen (création  Christian Schiaretti, Rencontres d'été de la Chartreuse de Villeneuve-lès-Avignon, 1990)

in L’Avant-scène Théâtre, n° 874, 15 juillet 1990
- 1993 : Harriet création Claude Yersin, Nouveau Théâtre d'Angers, 1993)

Paris, Éditions Théâtrales, 1992
- 1996 : La Fugitive (création Jean-Yves Lazennec, Théâtre Maxime Gorki de Petit Quevilly, Théâtre 13, Paris, 1996)

Rouen, Éditions Médianes, coll. « Villégiatures », 1996
- 1996 : Vieillir m’amuse ! (création Fernando Mora Ramos, Cendrev, Evora, 1998)
- Plein emploi, suivi de Vieillir m’amuse !, Éditions Circé, Saulxures, 1996
- 1999 : Néo, trois panneaux d'Apocalypse (création Gilles Chavassieux, Théâtre Les Ateliers, Lyon, 1999)

Saulxures, Circé, coll. « Théâtre », 1999
- 2000 : Mort d’un D.J., (France-Culture, juin 2000)

in Théâtre(s) en Bretagne, n° 15-16, 2002, p. 131-144 
- 2003 : Le Train de Jim Jong-il

in Le Nouveau Recueil, n° 66, mars-mai 2003, p. 55-69
- 2003 : Cantiga para jà, Place de la Révolution, coécriture avec Christina Mirjol, (création Jean-Pierre Sarrazac, Coïmbra, 2003)

Éditions de la Compagnie de Théâtre de Braga, 2003 (autre édition : Edicions Xerais de Galicia, 2004)
- 2007 : Théâtre I, L’Enfant-roi, Le Mariage des morts, Les Inséparables, La Passion du jardinier

Belval, Circé, coll. « Théâtre », 2007 
- 2013 : La Boule d'or, A Bola de Ouro (mise en scène de Marco Antonio Braz, São Paulo, 2013)
- 2015 : O fim das possibilidades, La fin des possibilités (création Fernando Mora Ramos & Nuno Carinhas, Théâtre National de Porto, Théâtre National D. Maria II de Lisbonne, Centre Culturel de Caldas da Rainha, 2015)
- 2017 : Mort d'un D.J. (création Fernando Mora Ramos, Théâtre National de San Joao, 2017)

### Pièces inédites
- Trompe-la-mort, écriture personnelle et collective, spectacle coréalisé avec Olivier Perrier, (voir extrait le Monument Oraison funèbre, in Travail Théâtral, n° XXXII-XXXIII, automne-hiver 1979, p. 184-186)
- La Silhouette et l’effigie (mise en scène de l’auteur, Comédie de Caen, 1982)
- Vieillir m'amuse ! (mise en scène Fernando Mora Ramos, Cendrev Evora)
- Ajax/Retour(s), 2005 (Aneth 2006)
- La Boule d’or, 2009 (enregistrement pour France-Culture dirigé par Jacques Lassalle juillet 2012, diffusé le 9 septembre 2012)

## Le metteur en scène
- 1974 : L'Atelier volant de Valère Novarina, Théâtre des Amandiers Nanterre, Théâtre Gérard Philipe Suresnes, Théâtre du Huitième Lyon
- 1982 : La Silhouette et l’effigie, Comédie de Caen
- 1988 : Le Songe d'August Strindberg, Comédie de Caen
- 1997 : Le Laboureur de Bohème de Johannes von Saaz, cendres, Evora, Théâtre national Porto
- 2003 : Cantiga para jà, Place de la Révolution de Jean-Pierre Sarrazac et Christina Mirjol, Coimbra

## L'enseignant, le chercheur
Jean-Pierre Sarrazac est professeur émérite d'Études théâtrales à l'Université Paris III - Sorbonne nouvelle et a été professeur invité à l'Université de Louvain-la-Neuve (Belgique) jusqu'en 2012.

## L'essayiste
Jean-Pierre Sarrazac a été membre de la rédaction de Travail théâtral, revue à laquelle il a collaboré dès sa création. Après la disparition de Travail théâtral, il a créé et dirigé L'Annuel du théâtre... Il poursuit une activité d'essayiste qui se traduit tantôt par des articles dans de nombreuses revues françaises et étrangères (Esprit, Europe, Art press, Monde diplomatique, Le Nouveau Recueil, Théâtre/public, Frictions, Didaskalia, Pausa, etc.), tantôt par des livres. Jean-Pierre Sarrazac dirige la collection "Penser le théâtre" aux Éditions Circé. Il est membre du comité de rédaction de la revue Études théâtrales publiée par le Centre d’Études théâtrales de Louvain-la-Neuve, du comité de la Revue d’Histoire du théâtre, membre de la direction de la revue Il Castello di Elsinore (Turin), membre du comité scientifique de différentes revues, dont  Intercambio (Porto).
Les essais et les pièces de Jean-Pierre Sarrazac sont traduits dans une quinzaine de langues, dont l’anglais, l’allemand, l’espagnol, la catalan, le galicien, l’italien, le portugais, le russe, le polonais, le néerlandais et dans plus de vingt pays, dont les États Unis, le Brésil, le Mexique, la Serbie…
- 1981 : L'Avenir du drame : écritures dramatiques contemporaines, Lausanne, L’Aire, 1981. Prix Georges-Jamati d’Esthétique théâtrale ; réédité en 1995 aux Éditions Circé ; réédition : Saulxures, Circé/Poche, 1999
- 1989 : Théâtres intimes, Arles, Actes Sud, coll. « Le temps du théâtre », 1989 (réédition en cours)
- 1995 : Théâtres du moi, théâtres du monde, Rouen, Éditions Médianes, coll. « Villégiatures / Essais »
- 2000 : Critique du théâtre. De l'utopie au désenchantement, Belfort, Circé, coll. « Penser le théâtre »
- 2002 : La Parabole ou L’Enfance du théâtre, Belfort, Circé, coll. « Penser le théâtre »
- 2004 : Jeux de rêves et autres détours, Belval, Circé, coll. « Penser le théâtre »
- 2004 : A invençao de teatralidade, seguido de Brecht em processo e Ojogo dos possiveis, tr. A. Moreira da Silva, Porto, Deriva, coll. « Pulsar »
- 2008 : Je vais au théâtre voir le monde, Paris, Gallimard Jeunesse, coll. « Chouette Penser ! »
- 2012 : Poétique du drame moderne, Paris, Seuil, coll. « Poétique », 2012
- 2015 : Critique du théâtre 2. Du moderne au contemporain, et retour, Strasbourg, Circé, 2015
- 2018 : Strindberg, L'Impersonnel, Paris, L'Arche, 2018

### En collaboration
- 1981 : Pratiques de l’oral (avec Francis Vanoye et Jean Mouchon), Armand Colin, Paris, coll. « U »
- 1999 : Antoine, l’Invention de la mise en scène (avec Philippe Marcerou), Arles, Actes Sud-Papiers, coll. « Parcours »
- 2012 : L’atelier d’écriture théâtrale (avec Joseph Danan), Arles, Actes Sud-Papiers, Paris, Conservatoire National Supérieur d’Art dramatique, coll. « Apprendre »

### Direction (et codirection) d’ouvrages collectifs
- Les Pouvoirs du théâtre. Essais pour Bernard Dort, Paris, Éditions Théâtrales, 1994.
- « Actualité du théâtre expressionniste », Études théâtrales, 7/1995.
- « Mise en crise de la forme dramatique 1880-1910 », Études théâtrales, 15-16/1999.
- « Jouer le monde, La scène et le travail de l’imaginaire. Pour Robert Abirached » (codirection avec Denis Guénoun), Études théâtrales, 20/2001.
- « Poétique du drame moderne et contemporain, Lexique d’une recherche », Études théâtrales, 22/2001.
- « Dialoguer, Un nouveau partage des voix », Études théâtrales, 2 volumes, 31-32/2004 et 33/2005.
- Lexique du drame moderne et contemporain, Belval, Circé, coll. « Circé/Poche », 2005.
- Slownik dramatu nowoczesnego i najnowszego, Krakow, dramat wspolczesny, 2007 (édition polonaise du Lexique…, comprenant des textes inédits).
- Lexic del drama modern i contemporani, Barcelona, Diputacio Barcelona, Institut del Teatre, 2009 (édition catalane du Lexique…).
- Dernières traductions du Lexique... édition serbe chez KOV et édition brésilienne chez Cosac Naify, édition mexicaine en cours chez Paso de Gato
- Arts du spectacle, métiers et industries culturelles : penser la généalogie (en codirection avec Laurent Creton et Michael Palmer), Presses Universitaires de la Sorbonne nouvelle, 2005.
- « La Réinvention du drame – sous l’influence de la scène », Études théâtrales, 38-39/2007.
- « Actualité d’Ibsen : le texte et la scène » (codirection avec Marc Auchet), Études Germaniques, octobre-décembre 2007.
- « Jean-Luc Lagarce », Europe, n° 969-970, janvier-février 2010.
- Jean-Luc Lagarce dans le mouvement dramatique (codirection avec Catherine Naugrette), Besançon, Les Solitaires intempestifs, coll. « Du désavantage du vent », 2008.
- Avènement de la mise en scène / Crise du drame. Continuités-discontinuités (codirection avec Marco Consolini), Bari, Edizioni di Pagina, coll. « Quaderni del Dams di Torino, 2010.
- « Le Geste de témoigner - Un dispositif pour le théâtre » (codirection avec Catherine Naugrette et Georges Banu), Études théâtrales, 51-52/2011.

### Contribution à des ouvrages collectifs
- 1980 : Enciclopedia del Teatro del ‘900, Feltrinelli, Milan : « Arthur Adamov : Elargir le réalisme », p. 160-162 ; « Jean Genet ou Le Dernier théâtre du monde », p. 211-214 ; « Samuel Beckett », p. 173-175 ; « Teatro dell’assurdo », p. 516-518
- 1985 : Encyclopaedia universalis, Encyclopaedia universalis France : « Paradoxes du drame moderne », p. 397-401 ; « Samuel Beckett ou La Matière du théâtre », p. 381-384
- 1988 : « Le drame selon les moralistes et les philosophes », in Jacqueline de Jomaron (dir.), Le Théâtre en France I, Paris, Armand Colin, p. 295-354
- 1989 : « Reconstruire le réel ou suggérer l’indicible » dans « L’avènement de la mise en scène », in Jacqueline de Jomaron (dir.), Le Théâtre en France II, Paris, Armand Colin, p. 191-214
- 1994 : « Mise en scène (évolution de la mise en scène depuis Antoine) », in Béatrice Didier (dir.), Dictionnaire universel des Littératures, Paris, P.U.F., 235-237
- 2005 : Jean-Pierre Sarrazac (dir.), Lexique du drame moderne et contemporain, Belval, Circé, coll. « Circé/Poche » : « Crise du drame », p. 7-21 ; « Détours », p. 59-62 ; « Devenir scénique », p. 63-66 ; « Dialogue (crise du) », p. 66-72 ; « Fable (crise de la) », p. 78-85 ; « Jeu de rêve », p. 105-107 ; « Littéralité » (avec Hélène Kuntz), p. 108-109 ; « Métadrame », p. 113-116 ; « Parabole (pièce-) », p. 147-150 ; « Roman didascalique », p. 187-190 ; « Théâtralisme », p. 213-214
- 2008 : Michel Corvin (dir.), Dictionnaire encyclopédique du théâtre à travers le monde, Paris, Bordas, (4e éd.) : « Absurde (le théâtre de) », p. 16-17 ; « Antoine André », p. 87-88 ; « Bernstein Henry », p. 184-185 ; « Drame (crise du) », p. 449-450, « Genet », p. 612-613 ; « Jourdheuil », p. 762-763 ; « Naturaliste (le théâtre) », p. 979-980 ; « Parabole (pièce-) », p. 1032-1033
- 2011 : « Un art nouveau pour un monde nouveau », in Robert Abirached (dir.), Le Théâtre français du XXe siècle, Paris, Éditions de l’Avant-scène, 2011, p. 287-451

### Préfaces / Postfaces
- 1976 : « Pour jouer Lazare », postface à Lazare lui aussi rêvait d’eldorado, Paris, Pierre-Jean Oswald, coll. « Théâtre en France », p. 91-94
- 1978 : « Vers un théâtre minimal », postface à Michel Vinaver, Théâtre de chambre, Paris, L’Arche, coll. « Scène ouverte », p. 69-77
- 1981 : « Transcrit du silence », postface à Herbert Achternbusch, Ella, Paris, L’Arche, coll. « Scène ouverte », p. 51-59
- 1983 : « Un art de la discrétion ou le Spectateur inclus », préface à Planches contact, photographie de Tristan Valès, Éditions de la Comédie de Caen
- 1992 : « La dramaturgie du culbuto », préface à György Schwajda, L’Hymne, Éditions Théâtrales, p. 7-10
- 1995 : « Passage du Nord-Ouest », préface à Joseph Danan, Théâtre de la pensée, Rouen, Médianes, coll. « Villégiatures / essais », p. 11-14
- 2006 : « Le Détour de l’acteur », préface à Eraldo Pêra Rizzo, Comédien et distanciation, Paris, L’Harmattan, coll. « Univers Théâtral », p. 9-12
- 2006 : Préface à Firmin Gémier, Théâtre populaire, Acte I, Lausanne, L’Age d’Homme, coll. « Th XX. Écrits théoriques », p. 9-11
- 2006 : Préface à Catherine Faivre-Zellner, Firmin Gémier, héraut du théâtre populaire, Rennes, Presses Universitaires de Rennes, coll. « Le spectaculaire. Série Théâtre », p. 11-13
- 2011 : Préface à Sandrine Le Pors, Le théâtre des voix. À l’écoute du personnage et des écritures contemporaines, Rennes, Presses Universitaires de Rennes, coll. « Le spectaculaire. Série Théâtre », p. 9-12

## Le formateur de comédiens
- 1976-1981 : Professeur à l'École du Théâtre National de Strasbourg
- 1983-1991 : Conseiller artistique et Coordinateur des  Ateliers de Formation et de Recherche de la Comédie de Caen
- 1991-1993 : Conseiller littéraire et artistique et responsable des ateliers de formation et de recherche à La Comédie de Reims
- 1991 et 1993 : Membre du jury du concours d'entrée au Conservatoire national supérieur d'Art dramatique

## Les prix
- 1981 : Prix Georges-Jamati d'Esthétique théâtrale pour L'Avenir du drame
- 2008 : Prix Thalie de l'Association Internationale des Critiques de Théâtre AICT/IACT pour l'ensemble de son œuvre.